# Lottum
Lottum est un village situé dans la commune néerlandaise de Horst aan de Maas, dans la province du Limbourg. Le 1er janvier 2007, le village comptait 2 031 habitants. Lottum est situé sur la Meuse.

## Histoire
Les environs autour de Lottum était déjà habitée à l'époque romaine. Une église y fut fondée vers 1400. 
Le village est mentionné pour la première fois vers 1100 avec la dénomination de "de Lutmo". L'étymologie est imprécise. Lottum se développa le long de la Meuse durant le Moyen Âge.
Jusqu'en 1563, la seigneurie appartenait à l'abbaye de Saint-Quirin, une abbaye bénédictine établie à Neuss en Allemagne. L'abbaye a ensuite transféré la propriété à Christoffel van Wylick et elle est restée longtemps la propriété de cette famille. En 1608, son descendant, Johan Christoffel van Wylick, fut anobli baron par le roi Philippe III d'Espagne.
La famille Van Darth possédait une partie de la seigneurie de Lottum depuis 1420 et y fit construire le château de Darth (nl).
À la suite de la paix de Münster en 1648, Lottum devint une partie de la Gueldre espagnole puis en 1713 de la Prusse. En 1815, Lottum fut rattachée aux Pays-Bas et cela resta le cas même après la sécession belge.
Vers 1900, la culture des roses a commencé à Lottum, ce qui lui a valu sa renommée. À une certaine époque, 30 % des habitants travaillaient dans la culture des roses. Un festival biennal des roses a eu lieu entre 1922 et 2018.

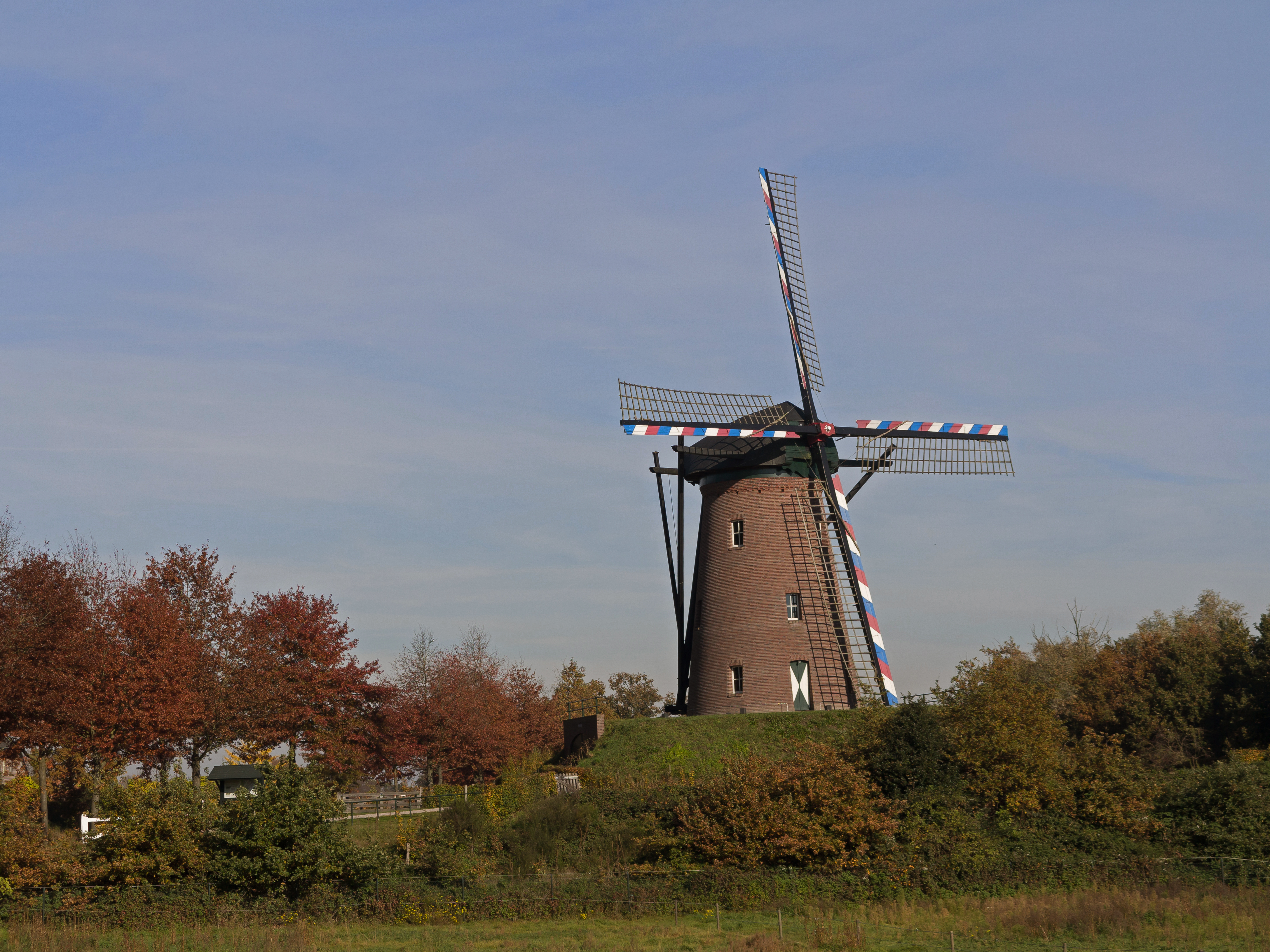
Moulin: de Houthuizer Molen

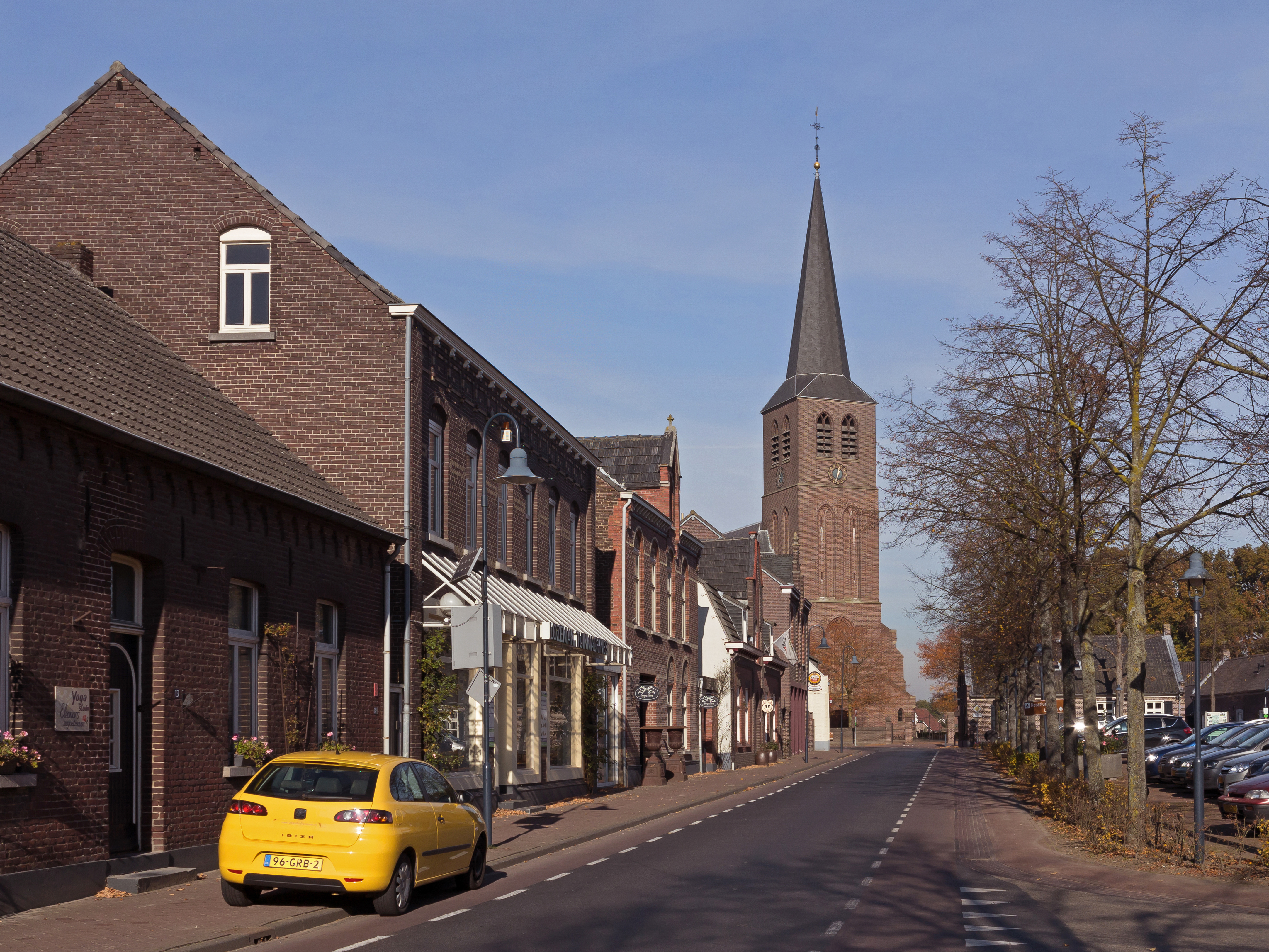
Église (de Sint Gertrudiskerk) dans la rue